# 林宥嘉
林 宥嘉（Yoga Lin、りん ようが、1987年7月1日 - ）は台湾屏東県出身の歌手。
台湾の音楽オーディション番組「超級星光大道」の参加者。星光幇（シン・グアン・バン）の一員。

## プロフィール
- 本名：林宥嘉
- 出身：台湾屏東県潮州鎮（国籍：中華民国）
- 身長：171cm
- 体重：63kg[1]
- 学歴：国立東華大学運動休閑系
- 台湾語、中国語、英語が話せる。

## 音楽作品
2007年
| リリース            | 作品名                              | 収録曲                                   |
| ------------------- | ----------------------------------- | ---------------------------------------- |
| 2007-06-29 華研唱片 | 星光同學會 超級星光大道10強紀念合輯 | 〈我愛的人〉                             |
| 2007-10-05 華研唱片 | 愛・星光精選 昨天今天明天           | 〈那首歌〉 〈走鋼索的人〉 〈你是我的眼〉 |
| 2007-12-07          | 「鬥牛，要不要」 電視原聲帶         | 〈背影〉                                 |

### アルバム
- 神秘嘉賓（2008年6月3日）
- 感官/世界（2009年10月30日）
- 美妙生活（2011年5月6日）
- 大小說家（2012年6月22日）
- 今日營業中（2016年6月17日）
- 王 Love, Lord（2024年3月19日）

## 出演作品

### CM/イメージキャラクター
- 2020年 三得利 微醉[2]
- 2020年 點睛品 PROMESSA[3]
- 2021年 プラダ PRADA CHALET[4]
- 2024年 BTP 葉黄素人蔘晶亮飲[5]

## 慈善活動
- 2022年〜 家扶基金會 「用愛包圍」[6][7]